# Diocesi di Oruro
La diocesi di Oruro (in latino Dioecesis Orurensis) è una sede della Chiesa cattolica in Bolivia suffraganea dell'arcidiocesi di Cochabamba. Nel 2023 contava 608.146 battezzati su 671.638 abitanti. È retta dal vescovo Krzysztof Bialasik, S.V.D.

## Territorio
La diocesi comprende tutto il dipartimento boliviano di Oruro. Confina a nord con la prelatura territoriale di Corocoro, a est con l'arcidiocesi di Cochabamba e con la diocesi di Potosí, a sud ancora con la diocesi di Potosí, a ovest con il Cile.
Sede vescovile è la città di Oruro, dove si trova la cattedrale dell'Assunzione di Maria Vergine.
Il territorio è suddiviso in 46 parrocchie.

## Storia
La diocesi è stata eretta l'11 novembre 1924 con la bolla Praedecessoribus Nostris di papa Pio XI, ricavandone il territorio dall'arcidiocesi di La Plata, che contestualmente assunse il nome di arcidiocesi di Sucre.
Originariamente suffraganea di Sucre, il 18 giugno 1943 entrò a far parte della provincia ecclesiastica dell'arcidiocesi di La Paz, da cui il 30 luglio 1975 si è staccata per divenire suffraganea dell'arcidiocesi di Cochabamba.
Il 22 ottobre 1963, con la lettera apostolica Dulci cuidam, papa Paolo VI ha proclamato la Beata Maria Vergine Assunta in Cielo e San Filippo Apostolo patroni principali della diocesi.

## Cronotassi dei vescovi
Si omettono i periodi di sede vacante non superiori ai 2 anni o non storicamente accertati.
- Abel Isidoro Antezana y Rojas, C.M.F. † (13 novembre 1924 - 16 gennaio 1938 nominato vescovo di La Paz)
- Ricardo Chávez Álcazar † (27 gennaio 1938 - 30 settembre 1949 deceduto)
  - Sede vacante (1949-1951)
- Bertoldo Bühl, O.F.M. † (26 ottobre 1951 - 17 giugno 1953 dimesso[2])
- Luis Aníbal Rodríguez Pardo † (17 giugno 1953 - 28 luglio 1956 nominato arcivescovo coadiutore di Cochabamba[3])
- Jorge Manrique Hurtado † (28 luglio 1956 - 27 luglio 1967 nominato arcivescovo di La Paz)
- René Fernández Apaza † (2 marzo 1968 - 21 novembre 1981 nominato arcivescovo coadiutore di Sucre)
- Julio Terrazas Sandoval, C.SS.R. † (9 gennaio 1982 - 6 febbraio 1991 nominato arcivescovo di Santa Cruz de la Sierra)
- Braulio Sáez García, O.C.D. (7 novembre 1991 - 11 settembre 2003 nominato vescovo ausiliare di Santa Cruz de la Sierra[4])
- Krzysztof Bialasik, S.V.D., dal 30 giugno 2005

## Statistiche
La diocesi nel 2023 su una popolazione di 671.638 persone contava 608.146 battezzati, corrispondenti al 90,5% del totale.
| anno | popolazione | popolazione | popolazione | presbiteri | presbiteri | presbiteri | presbiteri                | diaconi | religiosi | religiosi | parrocchie |
| anno | battezzati  | totale      | %           | numero     | secolari   | regolari   | battezzati per presbitero | diaconi | uomini    | donne     | parrocchie |
| ---- | ----------- | ----------- | ----------- | ---------- | ---------- | ---------- | ------------------------- | ------- | --------- | --------- | ---------- |
| 1950 | 184.000     | 185.000     | 99,5        | 28         | 17         | 11         | 6.571                     |         | 13        | 42        | 15         |
| 1964 | 270.000     | 280.000     | 96,4        | 56         | 26         | 30         | 4.821                     |         | 39        | 70        | 31         |
| 1970 | 260.000     | 305.000     | 85,2        | 66         | 24         | 42         | 3.939                     |         | 50        | 69        | 31         |
| 1976 | 375.000     | 398.000     | 94,2        | 36         | 12         | 24         | 10.416                    | 11      | 51        | 57        | 25         |
| 1980 | 365.000     | 411.000     | 88,8        | 36         | 13         | 23         | 10.138                    | 5       | 40        | 54        | 26         |
| 1990 | 444.050     | 475.000     | 93,5        | 45         | 18         | 27         | 9.867                     | 8       | 39        | 78        | 37         |
| 1999 | 328.934     | 386.981     | 85,0        | 40         | 16         | 24         | 8.223                     | 6       | 33        | 95        | 37         |
| 2000 | 331.879     | 390.440     | 85,0        | 33         | 15         | 18         | 10.056                    | 6       | 29        | 95        | 37         |
| 2001 | 315.193     | 393.991     | 80,0        | 36         | 21         | 15         | 8.755                     | 5       | 24        | 92        | 37         |
| 2002 | 333.090     | 391.870     | 85,0        | 36         | 21         | 15         | 9.252                     | 5       | 27        | 93        | 37         |
| 2003 | 312.928     | 397.621     | 78,7        | 40         | 23         | 17         | 7.823                     | 5       | 30        | 94        | 37         |
| 2004 | 342.993     | 403.521     | 85,0        | 36         | 19         | 17         | 9.527                     | 5       | 29        | 104       | 37         |
| 2013 | 426.832     | 490.612     | 87,0        | 42         | 27         | 15         | 10.162                    | 2       | 24        | 80        | 42         |
| 2016 | 431.312     | 497.297     | 86,7        | 44         | 28         | 16         | 9.802                     | 2       | 21        | 83        | 43         |
| 2019 | 411.498     | 536.218     | 76,7        | 55         | 40         | 15         | 7.481                     | 2       | 20        | 82        | 43         |
| 2021 | 431.032     | 571.231     | 75,5        | 51         | 37         | 14         | 8.451                     | 2       | 20        | 79        | 51         |
| 2023 | 608.146     | 671.638     | 90,5        | 47         | 34         | 13         | 12.939                    | 1       | 18        | 81        | 46         |